# Левкада
Левкада или Лефкада (на гръцки: Λευκάδα, катаревуса: Λευκάς, Левкас) е гръцки остров в Йонийско море, трети по големина от Йонийските острови. 
В административно отношение Левкада е отделен дем в област Йонийски острови. Столица и най-голям град е Левкада. Другите населени места са типични курорти, които се оживяват предимно през летните месеци.
Югоизточно от остров Левкада са разположени по-малките острови Меганиси, Каламос, Кастос, Аркоуди и Атокос, а на 9 km южно се намира остров Итака. Отчитайки описания в „Одисея“ на Омир релеф на остров Итака, германският археолог Вилхелм Дьорпфелд счита, че Омировата Итака е по-скоро днешна Левкада, докато днешната Итака е всъщност древният остров Самe (на английски: Same). Остров Левкада (тогава част от Йонийската република) е и родно място на Аристотелис Валаоритис, гръцки поет и политик.

## География
Площта на остров Левкада е 333,6 km², дължината му от север на юг - 33 km, ширината - до 14 km. 
От континента островът е отделен с тесен (минимална ширина 50 m) проток на североизток и залива Орепана на изток. Главното селище и пристанище - град Левкада, разположен в най-северната част на острова - се намира срещу континенталния бряг, с който е съединено с автомобилен мост.
Релефът е предимно планински с максимална височина 1158 m, а покрай брега се простира тясна крайбрежна равнина. Остров Левкада е изграден основно от варовици, поради което широко разпространение имат карстовите форми на релефа.

## Икономика
Левкада е един от основните райони в Гърция по производство на зехтин (на острова виреят около 1 млн. маслинови дръвчета). Освен маслини се отглеждат и цитрусови култури и лозя. Неусвоените земеделски територии са заети от твърдолистна средиземноморска растителност, като преобладават фриганата и маквисите. Развит е и риболовът. 

Островът разполага с няколко средно големи курорта по източното крайбрежие и голям брой отделни плажове, най-известни от които са Порто Кацики, Егремни и Нидри. Пристанището на Нидри е и изходен пункт за посещение на съседните острови Итака, Кефалония, Скорпио.